# Мэиль синбо

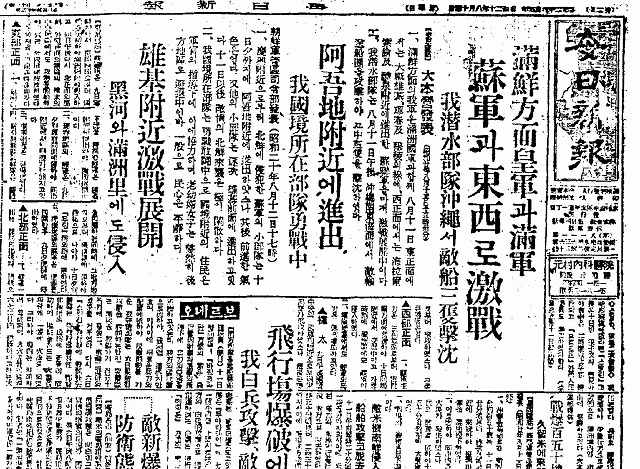
«Мэиль синбо», выпуск от 14 августа 1945 года, за один день до объявления о капитуляции Японской империи

«Мэиль синбо» (кор. 毎日新報) — газета, выходившая в 1910—1945 годах в Корее, официальный печатный орган генерал-губернаторства. Печаталась на корейском языке. В 1940—1945 годах была единственной корейской газетой на полуострове, так как Токио проводило политику ассимиляции в отношении Кореи. Газета содержит исторически ценные сведения о Корее того периода. 10 ноября 1945 года газета была закрыта указом американской оккупационной администрации, однако уже с 23 ноября выходила как «Соуль Синмун».